# Karin Gardtman
Karin Gardtman, född 30 augusti 1903 i Göteborg, död 31 augusti 1933 i Stockholm, var en svensk skådespelare och revysångare.

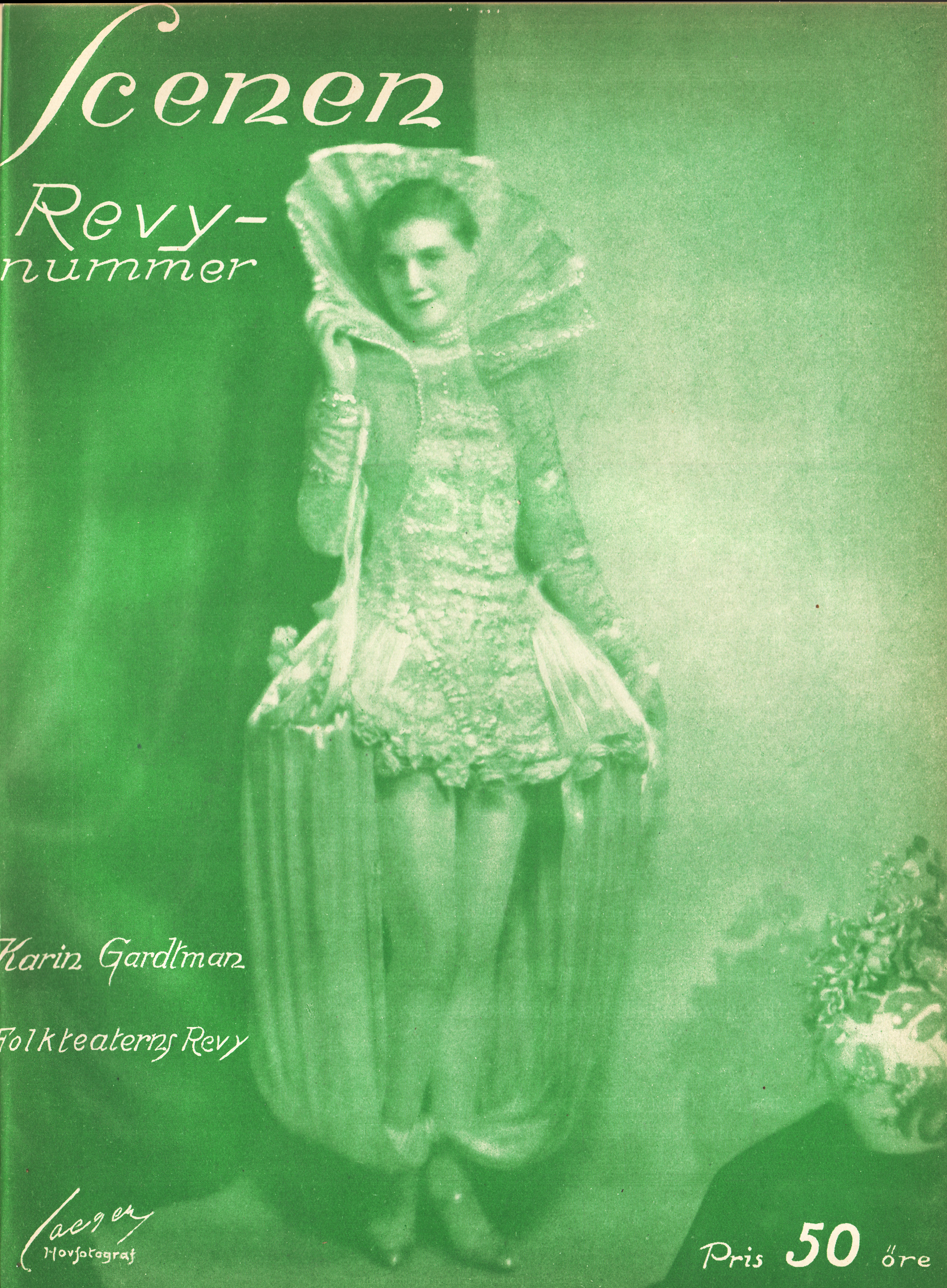
Karin Gardtman på omslaget till Scenen, 1928.

Gardtman växte upp i en stor familj i Bagaregården i Göteborg. Bland annat var hon syster till fotbollsspelarna Rolf Gardtman och Elve Gardtman som spelade i Redbergslids IK.
Karin Gardtman började sin teaterkarriär redan som 16-åring på Folkteatern i Lorensberg. Till hennes tidiga framgångar hörde medverkan i revyerna Ebberöds bank och Ett köpmanshus i skärgården. Hon var även med i stumfilmen Boman på utställningen 1923 som utspelade sig på Jubileumsutställningen i Göteborg. Från 1924 spelade hon i flera av Karl Gerhards revyer, både i Göteborg, Stockholm och ute på landsbygdsturnéer. I september 1925 gifte hon sig med den 15 år äldre skådespelarkollegan Valdemar Dalquist och flyttade till en lägenhet på Banérgatan i Stockholm. Fram till 1929 var hon ett självklart namn i Karl-Gerhards revyer, och hon förekom på många tidningsomslag. Men sedan svek hennes hälsa och Gardtman dog i tuberkulos bara 30 år gammal.
Karin Gardtman är begravd på Skogskyrkogården i Stockholm.

## Filmografi
- 1923 – Boman på utställningen